# I'd Come for You
Singles de Nickelback
Burn It to the Ground
(2009) Never Gonna Be Alone
(2009)
I'd Come for You est le vingt-cinquième single du groupe Nickelback et le cinquième de l'album Dark Horse sorti en 2008.

## Liste des chansons
| 1.   | I'd Come for You (version album)  | 4:22 |
| 2.   | I'd Come for You (version éditée) | 3:58 |
| 8:20 |                                   |      |

| 1. | I'd Come for You (version éditée) | 3:58 |
| 2. | Far Away (live à Sturgis 2006)    |      |

## Classements
| Classement (2008-2009)         | Meilleure position |
| ------------------------------ | ------------------ |
| Allemagne (Media Control AG)   | 39                 |
| Australie (ARIA)               | 37                 |
| Autriche (Ö3 Austria Top 40)   | 31                 |
| Canada (Hot 100)               | 29                 |
| États-Unis (Hot 100)           | 44                 |
| Pays-Bas (Nederlandse Top 40)  | 20                 |
| Royaume-Uni (UK Singles Chart) | 67                 |
| Royaume-Uni (UK Rock Chart)    | 1                  |
| Suisse (Schweizer Hitparade)   | 38                 |